# Страхиње Радобојско
Страхиње Радобојско (хрв. Strahinje Radobojsko) је насељено место у општини Радобој, Крапинско-загорска жупанија, Хрватска.

## Историја
До територијалне реорганизације у Хрватској било је у саставу старе општине Крапина.

## Становништво
У попису становништва из 2011. године, Страхиње Радобојско је имало 58 становника.
| Број становника према пописима | Број становника према пописима | Број становника према пописима | Број становника према пописима | Број становника према пописима | Број становника према пописима | Број становника према пописима | Број становника према пописима | Број становника према пописима | Број становника према пописима | Број становника према пописима | Број становника према пописима | Број становника према пописима | Број становника према пописима | Број становника према пописима | Број становника према пописима |
| ------------------------------ | ------------------------------ | ------------------------------ | ------------------------------ | ------------------------------ | ------------------------------ | ------------------------------ | ------------------------------ | ------------------------------ | ------------------------------ | ------------------------------ | ------------------------------ | ------------------------------ | ------------------------------ | ------------------------------ | ------------------------------ |
| 1857                           | 1869                           | 1880                           | 1890                           | 1900                           | 1910                           | 1921                           | 1931                           | 1948                           | 1953                           | 1961                           | 1971                           | 1981                           | 1991                           | 2001                           | 2011                           |
| 122                            | 139                            | 153                            | 177                            | 186                            | 182                            | 178                            | 199                            | 515                            | 179                            | 155                            | 136                            | 124                            | 96                             | 77                             | 58                             |

Напомена: До 1890. исказује се под именом Страхиње.